# 15372 Agrigento
15372 Agrigento (1996 TK41) là một tiểu hành tinh nằm ở rìa ngoài của vành đai chính được phát hiện ngày 8 tháng 10 năm 1996 bởi E. W. Elst ở Đài thiên văn Nam Âu.